# Timocles de Siracusa
Timocles de Siracusa (en llatí Timocles, en grec antic Τιμοκλῆς) fou un escriptor grec d'època desconeguda.
Era el suposat autor d'una de les obres d'Orfeu, concretament Σωτήρια atribuïda també a Persí de Milet. El mencionen Suides i Eudòxia Macrembolitissa, i Fabricius l'inclou a la Bibliotheca Graeca.